# Campeonato Sul-Americano de Atletismo Júnior de 1968
O Campeonato Sul-Americano de Atletismo Júnior de 1968 foi a 7ª edição da competição de atletismo organizada pela CONSUDATLE para atletas com menos de vinte anos, classificados como júnior ou sub-20. O evento foi realizado em São Paulo no Brasil, entre 8 e 14 de setembro de 1968. Contou com cerca de 176 atletas de oito nacionalidades, com destaque para a Argentina com 26 medalhas no total sendo 11 de ouro.

## Medalhistas
Esses foram os resultados do campeonato.

### Masculino
| Evento                      | Ouro                   | Ouro   | Prata                  | Prata  | Bronze                  | Bronze |
| --------------------------- | ---------------------- | ------ | ---------------------- | ------ | ----------------------- | ------ |
| 100 metros                  | Jimmy Sierra (COL)     | 10.8   | Carlos Ripoli (ARG)    | 10.8   | Paulo Matschinske (BRA) | 11.0   |
| 200 metros                  | Jimmy Sierra (COL)     | 21.7   | Carlos Bertotti (ARG)  | 22.2   | Julio Torres (CHI)      | 22.4   |
| 400 metros                  | Carlos Bertotti (ARG)  | 49.4   | Iván Varas (CHI)       | 49.8   | Ricardo Rovira (URU)    | 50.1   |
| 800 metros                  | Atílio Alegre (BRA)    | 1:55.7 | Iván Varas (CHI)       | 1:56.0 | Ricardo Rovira (URU)    | 1:58.5 |
| 1 500 metros                | Víctor Ríos (CHI)      | 3:57.5 | Atílio Alegre (BRA)    | 3:57.5 | Abel Córdoba (ARG)      | 4:02.4 |
| 3 000 metros                | Víctor Ríos (CHI)      | 8:45.7 | Rafael Baracaldo (COL) | 8:49.9 | David Sandoval (PER)    | 8:55.2 |
| 1 500 metros com obstáculos | Atílio Alegre (BRA)    | 4:18.7 | Rafael Baracaldo (COL) | 4:24.3 | Ricardo Montero (CHI)   | 4:24.6 |
| 110 metros barreiras        | Márcio Lomónaco (BRA)  | 15.7   | Alfredo Guzmán (CHI)   | 16.1   | Kiyoshi Mizukawa (BRA)  | 16.1   |
| 400 metros barreiras        | Carlos Saavedra (CHI)  | 55.9   | Alfredo Guzmán (CHI)   | 56.3   | Jarbas Benck (BRA)      | 56.5   |
| 4×100 metros estafetas      | Argentina              | 43.5   | Chile                  | 43.7   | Brasil                  | 43.7   |
| 4×400 metros estafetas      | Argentina              | 3:20.9 | Chile                  | 3:22.0 | Brasil                  | 3:28.1 |
| Salto em altura             | Luis Barrionuevo (ARG) | 2.00   | Luis Arbulú (PER)      | 2.00   | Alberto Calio (ARG)     | 1.90   |
| Salto com vara              | Ciro Valdés (COL)      | 3.70   | Pedro Aratzabala (CHI) | 3.60   | Fernando Hoces (CHI)    | 3.60   |
| Salto em comprimento        | Eduardo Labalta (ARG)  | 7.14   | Joel Dias (BRA)        | 6.93   | Meberi Cuello (URU)     | 6.48   |
| Salto triplo                | Joel Dias (BRA)        | 14.95  | Miguel Zapata (COL)    | 14.13  | Emilio Mazzeo (ARG)     | 13.88  |
| Arremesso de peso           | Juan Turri (ARG)       | 16.94  | Cláudio Leal (BRA)     | 16.84  | Paulo Matschinske (BRA) | 15.42  |
| Lançamento de disco         | Ronaldo Rascher (BRA)  | 39.62  | Celso de Moraes (BRA)  | 39.12  | José Deustua (PER)      | 38.52  |
| Lançamento do martelo       | Celso de Moraes (BRA)  | 61.24  | Tulio Tebaldi (PER)    | 49.68  | Armando Fusaro (ARG)    | 49.54  |
| Lançamento do dardo         | Álvaro Maururi (ECU)   | 52.24  | Luis Cortina (ARG)     | 50.64  | Oscar Raggio (ARG)      | 50.36  |
| Pentatlo*                   | Jarbas Benck (BRA)     | 3694   | Alberto Calio (ARG)    | 3476   | Oscar Raggio (ARG)      | 3475   |

* Outra fonte cita Hexatlo. 

### Feminino
| Evento                 | Ouro                       | Ouro  | Prata                   | Prata | Bronze                     | Bronze |
| ---------------------- | -------------------------- | ----- | ----------------------- | ----- | -------------------------- | ------ |
| 100 metros             | Josefa Vicent (URU)        | 11.9  | Victoria Roa (CHI)      | 12.0  | Juana Mosquera (COL)       | 12.2   |
| 200 metros             | Josefa Vicent (URU)        | 25.0  | Victoria Roa (CHI)      | 25.5  | Juana Mosquera (COL)       | 25.7   |
| 80 metros barreiras    | Ana Akiko Omote (BRA)      | 11.8  | Alicia Cantarini (ARG)  | 11.8  | Paz Gallo (CHI)            | 12.3   |
| 4×100 metros estafetas | Argentina                  | 48.2  | Chile                   | 49.7  | Uruguai                    | 50.0   |
| Salto em altura        | Carolina Roche (ARG)       | 1.45  | Sonia Neubauer (CHI)    | 1.45  | Maria Custódio (BRA)       | 1.45   |
| Salto em comprimento   | Ana Akiko Omote (BRA)      | 5.65  | Silvia Kinzel (CHI)     | 5.62  | Patricia Morone (ARG)      | 5.25   |
| Arremesso de peso      | Gladys Ortega (ARG)        | 11.53 | Neide Nakatsukasa (BRA) | 11.05 | Ana Julieta Scursoni (ARG) | 10.60  |
| Lançamento de disco    | Mirtha Salas (ARG)         | 35.98 | Gladys Ortega (ARG)     | 35.96 | Verónica Díaz (CHI)        | 32.18  |
| Lançamento do dardo    | Ana Julieta Scursoni (ARG) | 35.67 | Gladys Ortega (ARG)     | 35.48 | Irani Milani (BRA)         | 35.00  |

## Quadro de medalhas (não oficial)
| Ordem | País      | Medalha de ouro | Medalha de prata | Medalha de bronze | Total |
| ----- | --------- | --------------- | ---------------- | ----------------- | ----- |
| 1     | Argentina | 11              | 7                | 8                 | 26    |
| 2     | Brasil    | 9               | 5                | 8                 | 22    |
| 3     | Chile     | 3               | 12               | 5                 | 20    |
| 4     | Colômbia  | 3               | 3                | 2                 | 8     |
| 5     | Uruguai   | 2               | 0                | 4                 | 6     |
| 6     | Equador   | 1               | 0                | 0                 | 1     |
| 7     | Peru      | 0               | 2                | 2                 | 4     |